# Trichaphodius punctiger
Trichaphodius punctiger är en skalbaggsart som beskrevs av S. Endrödi 1957. Trichaphodius punctiger ingår i släktet Trichaphodius och familjen Aphodiidae. Inga underarter finns listade i Catalogue of Life.